# パリラプチャ
パリラプチャ (Pharilapche) は、ネパールのヒマラヤ山脈に含まれるマハランガー・ヒマール山脈にある山。標高6,017m。

## 登頂史
- 2006年：山野井泰史が北壁登攀に挑戦するも敗退。